# إليزابيث ميتشيل (مغنية)
إليزابيث ميتشيل (بالإنجليزية: Elizabeth Mitchell)‏ هي مغنية أمريكية، ولدت في 1968 في نيويورك في الولايات المتحدة.

## وصلات خارجية
- الموقع الرسمي
- إليزابيث ميتشيل على موقع ميوزك برينز (الإنجليزية)
- إليزابيث ميتشيل على موقع ديسكوغز (الإنجليزية)